# Òran na Cloiche

L’Òran na Cloiche (« le chant de la Pierre ») est un chant composé par Dòmhnall Ruadh Phàislig (1889-1964), qui évoque comment la Pierre du destin est rentrée en Écosse, après que des étudiants écossais l’eurent dérobée, le jour de Noël 1950, à l’Abbaye de Westminster.
Elle a été popularisée par Dòmhnall Eòsaph MacFhionghain « an eòsag » (« l’hirondelle »), barde gael de Barraigh et capitaine de ferry de la compagnie MacBrayne, puis par l’actrice et chanteuse Caitlin nic Aonghais qui tenait le rôle d'un des étudiants dans le film An Ceasnachadh, Interrogation of a Highland Lass ,,,.